# 오트보츠크군

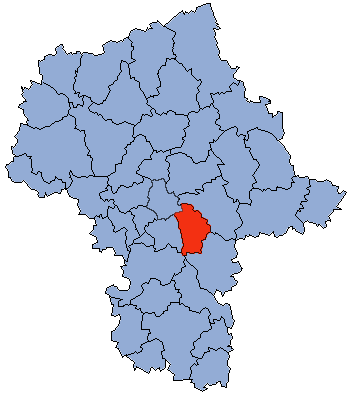
마조프셰주 지도에 표시된 오트보츠크군의 위치

오트보츠크군(폴란드어: powiat otwocki)은 폴란드 마조프셰주에 위치한 군으로 군청 소재지는 오트보츠크이며 면적은 615.09km2, 인구는 124,241명(2019년 기준), 인구 밀도는 200명/km2이다.
동쪽으로는 민스크군, 남동쪽으로는 가르볼린군, 남서쪽으로는 그루예츠군, 서쪽으로는 피아세치노군, 바르샤바시와 접한다. 8개 지방 자치체(2개 도시, 1개 도시형 농촌, 5개 농촌)를 관할한다.

군 문장